# Єршов Владислав Миколайович
Владисла́в Микола́йович Єршо́в (рос. Владислав Николаевич Ершов; 8 вересня 1975) — російський воєначальник, генерал-лейтенант (18.02.2021), колишній командувач 6-ї загальновійськової армії (лютий 2019 — березень 2022).

## Життєпис
Народився в місті Наро-Фомінськ Московської області в родині військовослужбовця. Батько — Єршов Микола Пилипович — генерал-лейтенант, у 2007—2009 роках обіймав посаду начальника Головного автобронетанкового управління МО РФ. У 1992 році закінчив Московське суворовське військове училище.
З 1992 по 1996 роки — курсант Московського вищого військового командного училища ім. Верховної Ради РСФСР. Пройшов усі військові командні посади від командира навчального мотострілецького взводу до командира мотострілецької бригади.
З 2001 по 2003 роки — слухач Загальновійськової академії Збройних сил РФ.
З 2010 по 2012 роки — слухач Військової академії Генерального штабу Збройних сил РФ.
З 2012 по 2014 роки — командир 21-ї окремої гвардійської мотострілецької бригади (в/ч 12128, с. Тоцьке, Оренбурзька область).
З 2014 по 2017 рік — викладач кафедри Військової академії Генерального штабу Збройних сил РФ.
З 2017 по 2019 рік — начальник штабу — перший заступник командувача 49-ї загальновійськової армії Південного військового округу (м. Ставрополь).
В лютому 2019 року призначений командувачем 6-ї загальновійськової армії Західного військового округу РФ (в/ч 31807, с. Агалатово, Ленінградська область).
З лютого 2022 року військові з'єднання 6-ї загальновійськової армії брали участь у збройній агресії РФ проти України, зазнавши при цьому значних втрат. У березні цього ж року усунутий з посади командувача армії, відправлений під домашній арешт, по ньому розпочато слідство.

## Військові звання
- 12 грудня 2013 року присвоєне військове звання генерал-майор.
- 18 лютого 2021 року присвоєне військове звання генерал-лейтенант.

## Нагороди
- Орден Олександра Невського;
- орден Суворова;
- орден Жукова;
- орден «За військові заслуги»;
- медаль Суворова;
- відомчі нагороди Міністерства оборони РФ;
- медаль «Бойова співдружність» (Сирія).